# 中间派 (政党)
中间派（法語：Les Centristes，缩写为LC），前称新中間（Nouveau Centre，缩写为NC）和歐洲社會自由黨（Parti Social Libéral Européen，缩写为PSLE），是一个法國政黨，因前法國民主聯盟議員（包括法國國民議會29名議員中的18名）不同意弗朗索瓦·貝魯成立民主運動，並支持新任總統薩科奇，冀求能維持與人民運動聯盟的結盟關係而成立。
該黨是在2007年5月29日的記者招待會中宣布成立。2016年12月11日，该党改用现名。

## 歷史
2007年法國議會選舉，该党拿下17席，另有5名議員以總統多數聯盟勝選。雖然民主運動在第一輪以7.6%領先该党的2.3%，但只拿下3席。而且，该党只提名不到100位候選人，而民主運動提名人數超過500名。
國防部長埃尔韦·莫兰（Hervé Morin）在厄爾省以50.05%的得票率在第一輪勝出。該黨共有6名議員在第一輪當選。
第二屆弗朗索瓦·菲永內閣，共有三名该党成員入閣：國防部長埃尔韦·莫兰（Hervé Morin）、公職人員國務秘書安德烈·桑蒂尼（André Santini）、社會團結國務秘書瓦莱丽·莱塔尔（Valérie Létard）。
2011年，該黨與激進黨加入聯盟（L'Alliance）。

## 意識形態
该党的政治思想 大量來自弗朗索瓦·貝魯參選2007年總統大選的政見。
該黨支持社會市場經濟，尋求社會主義與自由放任資本主義間的折衷方案。在這方面，該黨支持社會福利與競爭市場經濟。他們也支持寬鬆運用每週工時35小時，減少工資稅（payroll tax），建立類似美國小企業管理局（Small Business Administration）的機構，減少國債等。
该党支持能源來源多樣化，以降低溫室氣體排放。在這方面，該黨支持發展公共運輸，進一步發展河流和鐵路運輸。
該黨支持法國議會擴大權力，部分黨員贊成引進聯立制或德國議會選舉制度。如同所有源自中間派基督教民主主義思想的法國中間派，該黨為強烈親歐盟者，支持歐盟提高經濟、環境、移民、能源和研究方面的管理。

## 外部連結
- 官方網站（页面存档备份，存于）